# Parapomempsoides camerunica
Parapomempsoides camerunica là một loài bọ cánh cứng trong họ Cerambycidae.